# Municipalità di Kuldīga
La municipalità di Kuldīga (in lettone Kuldīgas novads) è una delle trentasei municipalità della Lettonia. È situata nel sudovest del Paese. Il capoluogo è la città di Kuldīga.
I confini della nuova municipalità, istituita nel 2021, corrispondono a quelli del vecchio distretto di Kuldīga abolito nel 2009.

## Suddivisione
La municipalità comprende 2 città (Kuldīga e Skrunda) e 18 parrocchie:
- Alsunga
- Ēdole
- Gudenieki
- Īvande
- Kabile
- Kurmāle
- Laidi
- Nīkrāce
- Padure
- Pelči
- Raņķi
- Renda
- Rudbārži
- Rumba
- Skrunda
- Snēpele
- Turlava
- Vārme